# Фінішна пряма
«Фінішна пряма» (фр. La Ligne droite) — фільм режисера Режиса Варньє.

## Зміст
Перше, що зробила Лейла, коли вийшла на свободу – це одягла кросівки і побігла. Біг був її захопленням до того, як вона сіла у в’язницю. У всіх видатних спортсменів є одна спільна риса – вони самовизначаються у процесі боротьби проти чогось, проти ударів долі. Усі вони пройшли через трагедію: через злидні, через нещастя, через особисте горе. Подолавши це, вони стають сильнішими. Вони перемагають, тому що для них це питання життя. Яннік – молодий хлопець, легкоатлет – осліп після аварії. Він тільки починає жити наосліп і не впевнений – чи хоче він такого життя. Лейла випадково стикається із Янніком і погоджується бігати з ним як поводир. Щоб розпочати нове життя їм разом необхідно перемогти всіх і, у першу чергу, себе. І бігти один для одного.

## Ролі
| Актор             | Роль      |
| ----------------- | --------- |
| Рашида Бракні     | Лейла     |
| Сиріл Дескур      | Яннік     |
| Клементін Селарьє | Марі-Клод |
| Сейдина Балде     | Франк     |
| Тьєррі Годар      | Жак       |

## Нагороди та номінації
- 2011 — «World Soundtrack Awards» — Номінація в категорії композитор року (Патрік Дойл).

## Відгуки критиків
Видання Variety дає фільму позитивну оцінку, відзначаючи яскраву акторську роботу Рашіди Бракні і Сиріла Дескура, завдяки якій образи Лейли і Янніка виглядають достовірними і переконливими.